# Loverbar
Loverbar fue una barra, restaurante y discoteca queer localizada en Río Piedras, San Juan, Puerto Rico. Como un club queer, fue el primero de su tipo en Puerto Rico, con Refinery29 llamándolo "el destino queer para todo lo emocionante, progresivo y radical de la escena queer puertorriqueña.

## Historia
Loverbar fue fundada por la reportera Jhoni Jackson, quien previamente había sido copropietaria del Club 77, una discoteca, donde organizó un grupo de artistas LGBT llamado House of De Show. En el 2017, Jackson reunió como la dueña de Club 77 y, luego  de establecer una campaña infructuosa de Indiegogo, recaudó y ahorró dinero durante tres años. Loverbar fue idealizado como un espacio seguro, ya que Puerto Rico posee una alta incidencia de crímenes y homicidios contra personas transgéneros, para presentar artistas queer, dado en parte a la falta de lugares para artistas LGBT, incluyendo artistas drag.

Loverbar finalmente abrió en el Paseo José de Diego el 20 de agosto de 2020, sin embargo, dado a los efectos de la pandemia COVID-19, Jackson y su equipo convirtieron la barra y discoteca en un restaurante, abriendo más temprano en el día y ofreciendo café y un menú vegano. Adicionalmente, contó con un clóset comunitario, permitiendo que individuos donen al igual que tomen piezas de ropa. Jackson había clarificado que hacer ganancias no era la meta, ya que ella veía a Loverbar como un espacio para proveerle empleo a individuos queer y les presuntamente pagaba por encima del salario mínimo, a $9.00 la hora.
Intervención por la Policía de Puerto Rico había sido frecuente, ya que habían dispersado congregaciones que tendían a reunirse fuera del club, o entraban armados al lugar. Se llevó a cabo una redada policial notable en la noche del 22 de julio de 2021, cuando, media hora antes de cerrar, diez oficiales armados bloquearon la entrada a la barra, mientras otros diez la allanaban. Esto fue debido a una queja por un vecino, quien alegó la exigüidad de la aplicación de regulaciones del COVID-19 y uso de espacio público para fines privados. Jackson había sido informada que administradores visitarían, no obstante, no le fue revelado que vendrían con escolta policiaca. Si bien no hubo fundamento en la queja, los individuos encargados de hacer cumplir el permiso multaron a Jackson con $2,000 por la falta de un permiso para operar una barra con cocina cerrada. Esto fue condenando en las redes sociales, incluyendo Pedro Julio Serrano y Manuel Natal Albelo, citando agresión y hostigamiento, ya que el alcalde de San Juan, Miguel Romero Lugo, dijo que otros establecimientos fueron inspeccionados también, no obstante, él y su oficina rehusaron a dar detalles cuales fueron esos. Posteriormente, Romero Lugo emitió un comunicado de prensa confirmando su postura contra la discriminación. Sin embargo, el único otro lugar que fue investigado en una manera similar fue el Club 77. Otros establecimientos vecinos, como Bar Paseo, Iluminati y El Ensayo, también fueron visitados esa noche por agentes de la Policía. Los allanamientos habían sido supuestamente parte de un intento de gentrificar el área.
Sin previo aviso, Loverbar anunció su cierre en sus perfiles de redes sociales el 8 de diciembre de 2021, siendo esa noche su última y dirigiendo a su clientela a donar directamente a las personas empleadas en el establecimiento.